# Cristina Torrens
Cristina Torrens Valero es una extenista profesional nacida el 12 de septiembre de 1974 en Pamplona, España.
La tenista navarra ganó 11 títulos del circuito challenger, 6 en individuales y 5 en dobles y, 4 del circuito profesional WTA, 2 en individuales y 2 en dobles.

## Títulos (4; 2+2)

### Individuales (2)
| Leyenda                    |
| Grand Slam (0)             |
| WTA Tour Championships (0) |
| Tier I (0)                 |
| WTA Tour (2)               |

| N.º | Fecha               | Torneo   | Superficie    | Oponente en la final | Resultado  |
| --- | ------------------- | -------- | ------------- | -------------------- | ---------- |
| 1.  | 15 de mayo de 1999  | Varsovia | Tierra batida | Inés Gorrochategui   | 7-5 7-6(3) |
| 2.  | 4 de agosto de 2001 | Sopot    | Tierra batida | Gala León            | 6-2 6-2    |

### Finalista en individuales (3)
- 1999: Budapest (pierde ante Sarah Pitkowski).
- 2000: Antwerp (pierde ante Amanda Coetzer).
- 2001: Palermo (pierde ante Anabel Medina).

### Clasificación en torneos del Grand Slam
| Torneo                 | 2004 | 2003 | 2002 | 2001 | 2000 | 1999 | 1998 | 1997 | 1996 | Títulos |
| ---------------------- | ---- | ---- | ---- | ---- | ---- | ---- | ---- | ---- | ---- | ------- |
| Australian Open        | 1r   | 2r   | 1r   | 1r   | 1r   | 1r   | 2r   | 1r   | -    | 0       |
| Roland Garros          | -    | 1r   | 2r   | 3r   | 1r   | 3r   | 1r   | 1r   | -    | 0       |
| Wimbledon              | -    | 1r   | 1r   | 2r   | 3r   | 1r   | 1r   | 2r   | -    | 0       |
| US Open                | -    | 1r   | 2r   | 1r   | 1r   | 1r   | 1r   | 1r   | 2r   | 0       |
| WTA Tour Championships | -    | -    | -    | -    | -    | -    | -    | -    | -    | 0       |

### Dobles (2)
| Leyenda                    |
| Grand Slam (0)             |
| WTA Tour Championships (0) |
| Tier I (0)                 |
| WTA Tour (2)               |

| N.º | Fecha               | Torneo   | Superficie    | Pareja           | Oponentes en la final        | Resultado      |
| --- | ------------------- | -------- | ------------- | ---------------- | ---------------------------- | -------------- |
| 1.  | 17 de abril de 1999 | Estoril  | Tierra batida | Alicia Ortuño    | Anna Foldenyi Rita Kuti      | 7-6(4) 3-6 6-3 |
| 2.  | 29 de abril de 2000 | Budapest | Tierra batida | Lubomira Bacheva | Jelena Kostanic Sandra Nacuk | 6-0 6-2        |

### Finalista en dobles (2)
- 2000: Estoril (junto a Amanda Hopmans pierden ante Tina Krizan y Katarina Srebotnik).
- 2000: Luxemburgo (junto a Lubomira Bacheva pierden ante Alexandra Fusai y Nathalie Tauziat).